# Politique à Hawaï
La politique de l' État américain d' Hawaï (environ 1,5 M d'habitants en 2025) se déroule généralement dans le cadre d'un gouvernement dominé par les démocrates . Le Parti démocrate d'Hawaï a été formé en 1900 par des partisans de la reine Liliʻuokalani . Pendant la première moitié du XXe siècle, le Parti républicain a régné confortablement, dominant la politique locale jusqu'à la fin de la Seconde Guerre mondiale. Après la guerre, l'officier de police d'Honolulu, John A. Burns, a commencé à rassembler les ouvriers des plantations, dont de nombreux Américains d'origine japonaise et philippine, et a formé une coalition qui a progressivement renforcé le Parti démocrate à Hawaï. Cela a abouti à la révolution démocratique d'Hawaï de 1954, après quoi l'influence politique républicaine dans les îles a été considérablement réduite.
En conséquence, la politique du Congrès d'Hawaï est généralement dominée par les démocrates depuis la création de l'État en 1959. L'État n'a élu qu'un seul sénateur républicain américain, Hiram Fong, qui a servi de 1959 à 1977, et deux membres du GOP House. Les autres étaient des démocrates. Seuls deux républicains ont été élus gouverneurs, et Linda Lingle a été la seule à être réélue, en 2006.
Hawaï a soutenu les démocrates à toutes les élections présidentielles auxquelles il a participé, sauf en 1972 et 1984, lorsque les candidats républicains sortants ont remporté des glissements de terrain dans 49 États. En 2004, John Kerry a remporté les 4 votes électoraux de l'État par une marge de 9 points de pourcentage avec 54 % des voix. Chaque comté de l'État a soutenu le candidat démocrate. En 2008, Barack Obama l'a emporté avec une écrasante avance de 45 points : 72 % pour le démocrate et 27 % pour le républicain John McCain. Hawaï est le seul État réel qui a donné à l'un ou l'autre candidat plus de 70% des voix. Obama a de nouveau remporté Hawaï par une large marge en 2012, ne subissant qu'un petit swing contre lui, remportant 71% contre 28% pour le républicain Mitt Romney. Une fois de plus, Hawaï a donné à Obama une part de voix plus élevée que n'importe lequel des 49 autres États, bien que cette fois-ci, le vote d'Obama n'ait pas été aussi élevé que le meilleur État de son adversaire, l'Utah, où Mitt Romney a recueilli  73 % des voix.

## Représentants politiques

### Législature
Le gouvernement de l'État d'Hawaï est composé d'un système bicaméral, le Sénat d'Hawaï et la Chambre des représentants d'Hawaï constituant les chambres hautes et basse. Pour la législature 2021-2023, la Chambre des représentants comprend 51 sièges dont 47 élus démocrates et 4 élus républicains et le Sénat, 25 membres dont 24 démocrates et 1 républicain.

### Représentation fédérale
Hawaï est actuellement représenté au Sénat par les démocrates Mazie Hirono et Brian Schatz . À la Chambre, les démocrates Ed Case ( HI-1 ) et Jill Tokuda ( HI-2 ) représentent l'État. 

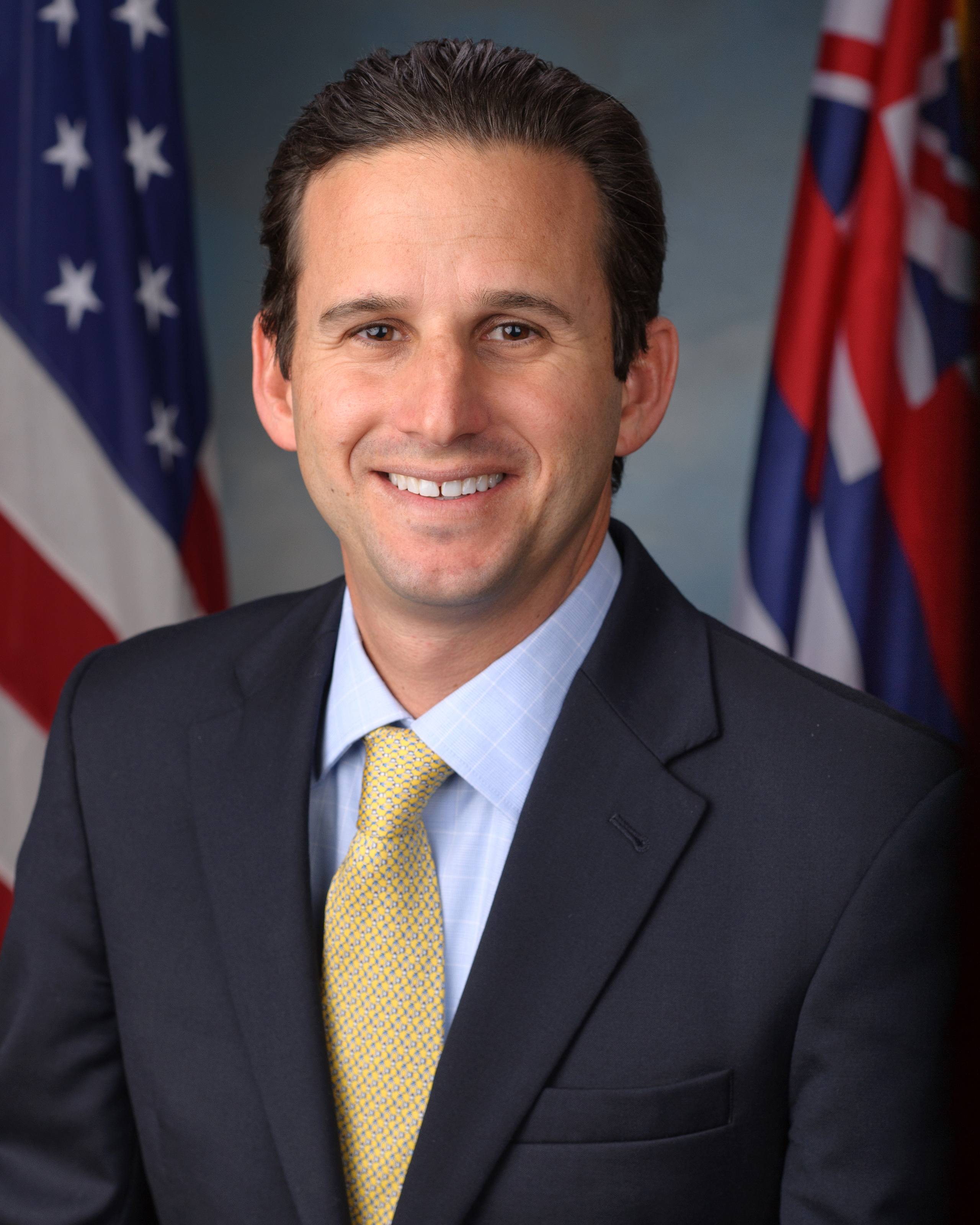
Brian Schatz, Sénateur américain (Démocrate)
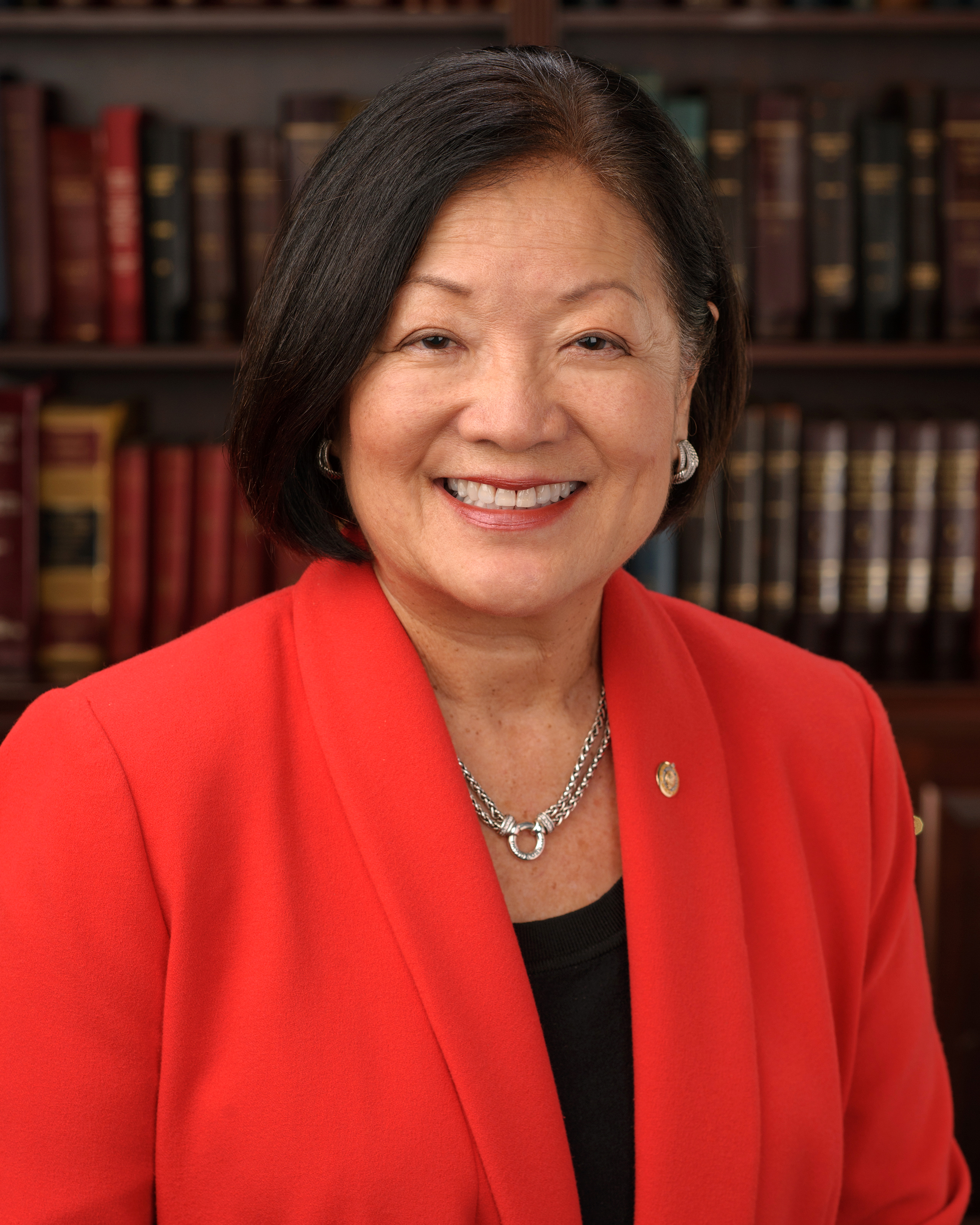
Mazie Hirono, Sénatrice américaine (Démocrate)
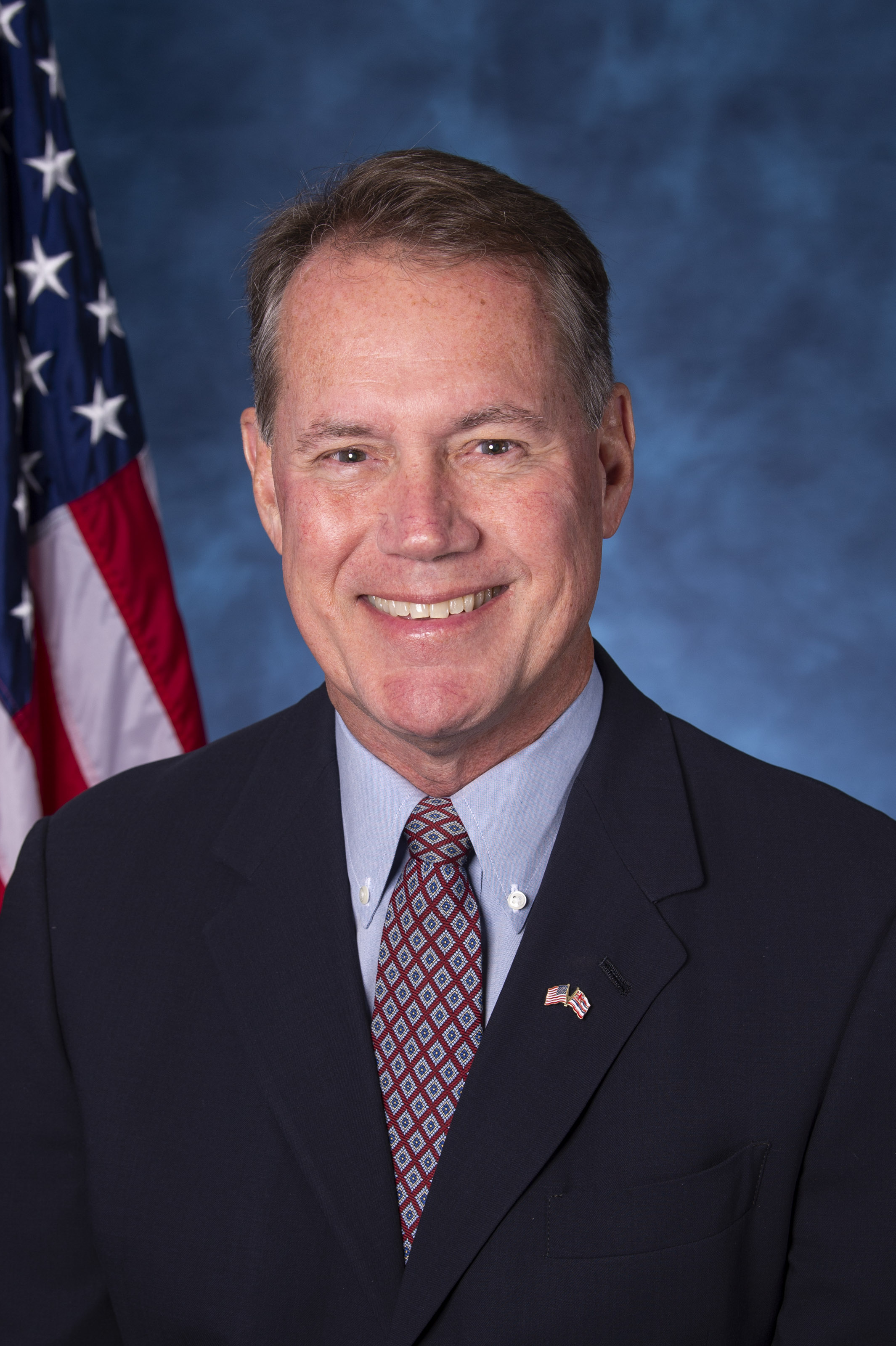
Ed Case, Représentant américain (Démocrate)
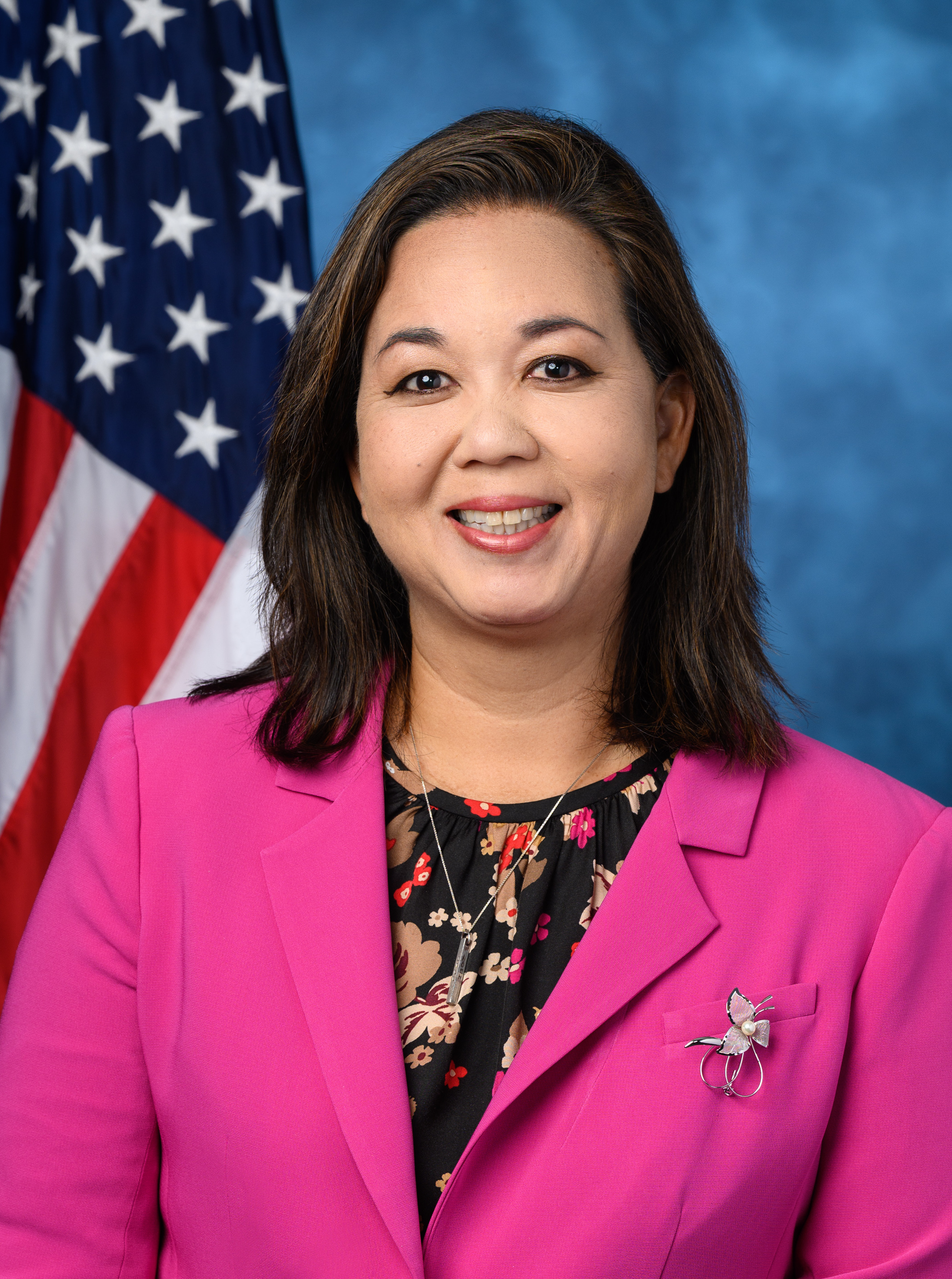
Jill Tokuda, Représentante américaine (Démocrate)

Hawaï fait partie du tribunal de district des États-Unis pour le district d'Hawaï dans le système judiciaire fédéral. Les affaires du district sont portées en appel devant la Cour d'appel des États-Unis pour le neuvième circuit, basée à San Francisco .

### Politique locale

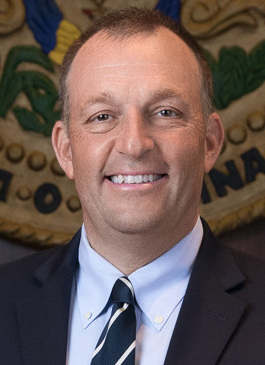
Josh Green, gouverneur depuis 2022.

#### Gouverneur
Au niveau local, le gouverneur de l'État est le démocrate Josh Green depuis le 5 décembre 2022.

#### Vie politique
Au niveau fédéral, Hawaii devient le 8 mars 2017, le premier État américain à contester en justice le nouveau décret migratoire du président Donald Trump, qui interdit l’entrée des États-Unis aux ressortissants de six pays majoritairement musulmans.

### Nationalisme hawaïen
Le nationalisme hawaïen est axé sur la production d'une identité nationale. La plupart des nationalistes hawaïens ont soutenu que la race hawaïenne et ses descendants devraient gouverner les îles comme une monarchie constitutionnelle. Il est également important de noter que le nationalisme hawaïen ne se limite pas aux Hawaïens autochtones, mais a inclus d'autres groupes, notamment des Blancs et des Asiatiques tels que Walter M. Gibson .

Le drapeau vert, rouge et jaune populaire, le drapeau Kanaka Maoli a été conçu vers les années 1990, probablement par Gene Simeona. Selon le Dr David Keanu Sai de l'université d'Hawaï, il n'avait aucune signification historique avant les années 1990, après quoi il a été signalé (et largement considéré) comme un drapeau original du royaume d'Hawaï détruit par le Britannique. Le Dr Sai a déclaré qu'il s'agissait en fait d'une conception moderne, faisant partie d'un « réveil » de la conscience de l'histoire du Royaume ; il a ajouté que le drapeau de l'État hawaïen actuel était aussi le drapeau du Royaume (au 19e siècle), conçu par le roi Kamehameha I .

Ka Hae Hawaiʻi, symbolisant la détresse, utilisé par les séparatistes hawaïens.
Drapeau Kanaka Maoli, populaire dans le mouvement souverainiste hawaïen depuis les années 1990

La plupart des citoyens d'Hawaï ne partagent pas les mêmes sentiments du mouvement de souveraineté avec l'opinion publique apparemment en faveur du maintien de la partie des États-Unis. En 2014, un sondage réalisé par le Honolulu Star-Advertiser a révélé que seulement 6 % des personnes interrogées soutenaient la création d'une nation hawaïenne autochtone, 63 % étant contre.

## Résultats des élections présidentielles
Hawaï est un État de tradition démocrate. Il participe aux élections présidentielles depuis 1960 mais seuls Richard Nixon en 1972 et Ronald Reagan en 1984 ont emporté l'État pour le compte des républicains. Lors de l’élection présidentielle de 2004, le candidat démocrate John Kerry l'emporte avec 54,01 % des voix contre 45,26 % au président sortant et candidat républicain George W. Bush.
Lors de l'élection de 2016, le républicain Donald Trump n'obtient que 30 % des voix à Hawaï face à son adversaire démocrate, Hillary Clinton, qui totalise 62,2 % des voix.